# Эско (коммуна)
Эско́ (фр. Escot) — коммуна во Франции, находится в регионе Аквитания. Департамент — Атлантические Пиренеи. Входит в состав кантона Олорон-Сент-Мари-1. Округ коммуны — Олорон-Сент-Мари.
Код INSEE коммуны — 64206.

## География
Коммуна расположена приблизительно в 690 км к югу от Парижа, в 200 км южнее Бордо, в 32 км к юго-западу от По.
На западе коммуны протекает река Гав-д’Асп.

### Климат
Климат тёплый океанический. Зима мягкая, средняя температура января — от +5°С до +13°С, температуры ниже −10 °C бывают редко. Снег выпадает около 15 дней в году с ноября по апрель. Максимальная температура летом порядка 20-30 °C, выше 35 °C бывает очень редко. Количество осадков высокое, порядка 1100 мм в год. Характерна безветренная погода, сильные ветры очень редки.

## Население
Население коммуны на 2010 год составляло 131 человек.
| 1962 | 1968 | 1975 | 1982 | 1990 | 1999 | 2010 |
| ---- | ---- | ---- | ---- | ---- | ---- | ---- |
| 209  | 150  | 130  | 126  | 122  | 105  | 131  |

## Администрация
| Период | Период | Фамилия       | Партия       | Примечания |
| ------ | ------ | ------------- | ------------ | ---------- |
| 1995   | 2001   | Жан Ладарре   |              |            |
| 2001   | 2014   | Патрик Мускес | Разные левые |            |
| 2014   | 2020   | Ален Камсюзу  |              |            |

## Экономика
В 2010 году среди 77 человек трудоспособного возраста (15-64 лет) 53 были экономически активными, 24 — неактивными (показатель активности — 68,8 %, в 1999 году было 72,7 %). Из 53 активных жителей работали 48 человек (30 мужчин и 18 женщин), безработных было 5 (0 мужчин и 5 женщин). Среди 24 неактивных 4 человека были учениками или студентами, 11 — пенсионерами, 9 были неактивными по другим причинам.

## Достопримечательности
- Приходская церковь Успения Пресвятой Богородицы (XVII век)

## Фотогалерея
- Церковь Успения Пресвятой Богородицы
- Мэрия
- Военный мемориал
- Виадук
- Река Бареску